# Rat der Ministerialdirektoren (Südbaden, 1945/46)
Der Rat der Ministerialdirektoren (Direktorium) war vom 2. Juni 1945 bis zum 3. Dezember 1946 die Landesverwaltung Badens im französischen Besatzungsgebiet und das Führungsgremium der von der französischen Militärregierung eingesetzten Exekutive mit Sitz in Freiburg im Breisgau.
Das Direktorium erklärte am 22. November 1946 seinen Rücktritt, da die Beratende Landesversammlung des Landes Baden sich an diesem Tag konstituiert hatte. Die französische Militärregierung genehmigte den Rücktritt am 2. Dezember 1946 und per 3. Dezember trat an die Stelle des Direktoriums das Staatssekretariat, das aus sechs Staatssekretären und vier Staatskommissaren bestand und dessen Präsident Leo Wohleb war.
| Amt                                                  | Name                                       | Partei    |
| ---------------------------------------------------- | ------------------------------------------ | --------- |
| Präsident der Landesverwaltung Baden                 | Alfred Bund                                | BCSV      |
| Ministerialdirektor für Inneres                      | Paul Haußer (seit 4. Juni 1945)            | DemP      |
| Ministerialdirektor für Justiz                       | Paul Zürcher (seit 1. Januar 1946)         | BCSV      |
| Ministerialdirektor für Unterricht und Kultus        | Karl Ott                                   | parteilos |
| Ministerialdirektor für Finanzen                     | Alfred Bund                                | BCSV      |
| Ministerialdirektor für Wirtschaft                   | Friedrich Leibbrandt (seit 1. Januar 1946) | SPB       |
| Ministerialdirektor für Landwirtschaft und Ernährung | Carl Diez (seit 20. Februar 1946)          | BCSV      |
| Ministerialdirektor für Arbeit                       | Philipp Martzloff (seit 20. Februar 1946)  | SPB       |

Weitere Mitglieder des Direktoriums waren von Amts wegen die Präsidenten
- des Oberlandesgerichts,
- des Landesernährungsamtes,
- der Eisenbahndirektion und
- der Oberpostdirektion.